# Vraždy mezi muškáty
Vraždy mezi muškáty (v německém originále Mord mit Aussicht) je německý kriminálně-komediální seriál z produkce ARD. V roce 2014 byly nejsledovanějším seriálem v Německu.

## Děj
Hlavní hrdinkou seriálu je vrchní komisařka Sophie Haasová, která je z velkoměstského Kolína nad Rýnem přeložena do malé (fiktivní) vesnice Hengasch.